# Jesús Codina
Jesús Codina Bourgon, detto Chus (Segovia, 18 dicembre 1938 – Madrid, 19 luglio 1999), è stato un cestista e allenatore di pallacanestro spagnolo.

## Carriera
Con la Spagna ha disputato due edizioni dei Giochi olimpici (Roma 1960, Città del Messico 1968) e tre dei Campionati europei (1961, 1963, 1969).

## Palmarès

### Giocatore
- Copa del Rey: 2

Estudiantes Madrid: 1963
Picadero J.C.: 1968